# 7,5 cm Feldkanone 18
A 7,5 cm Feldkanone 18 (rövidítve 7,5 cm F.K. 18 vagy 7,5 cm FK 18, magyarul 7,5 cm-es terepi löveg 18) a német hadsereg tábori ágyúja volt, melyet a második világháború alatt használtak. A 7,5 cm FK 16 nA löveg leváltására tervezték, amely az első világháborús 7,7 cm FK 16 löveg új fegyvercsővel ellátott változata volt. Az FK 18 fejlesztése alacsony fontosságú volt, így rendszeresítése csak 1938-ban került.

## Tervezet
Az FK 18 sokkal könnyebb elődjénél, de más különleges sajátossággal nem bírt. Modern terpeszthető lövegtalpszárakkal készült, melyek vége és sarkantyúja vontatáshoz felhajtható volt. Hátrasikló rendszere a tipikus német típusú, a hidraulikus fék a cső alatti bölcsőben, a helyretolórugó a cső feletti hengerben kapott helyet. Ismeretlen oknál fogva az FK 18 lövegcsöve szokatlanul hajlamos volt a sérülésre a benne maradt lőszermaradványok miatt, így minden egyes lövés után meg kellett vizsgálni annak tisztaságát.

## Fordítás
- Ez a szócikk részben vagy egészben  a(z)   7.5 cm FK 18 című angol Wikipédia-szócikk ezen változatának fordításán alapul.  Az eredeti cikk szerkesztőit annak laptörténete sorolja fel. Ez a jelzés csupán a megfogalmazás eredetét és a szerzői jogokat jelzi, nem szolgál a cikkben szereplő információk forrásmegjelöléseként.